# Thomas Johnson (-1644)
Pour les articles homonymes, voir Thomas Johnson et Johnson.
Thomas Johnson est un botaniste britannique, né le 7 septembre 1600 à Selby et mort le 28 septembre 1644 durant le siège de Basing House (en).
Il étudie à Oxford et obtient son titre de docteur en médecine en 1643. Il est apothicaire à Londres à partir de 1626. Il exploite le jardin botanique de Snow Hill en 1629. Johnson rejoint les royalistes durant la première guerre civile.
Johnson est notamment l’auteur de Iter plantarum investigationis ergo susceptum a decem socilis in agrum cantianum (1629), qui est considéré comme le premier catalogue de plantes de Grande-Bretagne. Il fait aussi paraître The herbal, or, General history of plants gathered by John Gerard... very much enlarged and amended by Thomas Johnson, citizen and apothecary of London (1633) et Mercurius botanicus, sive plantarum gratia suscepti itineris (1634).

## Source
- (en) Allen G. Debus (dir.) (1968). World Who’s Who in Science. A Biographical Dictionary of Notable Scientists from Antiquity to the Present. Marquis-Who’s Who (Chicago) : xvi + 1855 p.